# Huracán de Cuba de 1924
El huracán de Cuba de 1924, también denominado huracán Diez, fue el primer huracán del Atlántico clasificado oficialmente como de categoría 5 en la escala de huracanes de Saffir-Simpson. Se formó el 14 de octubre al oeste del mar Caribe y se fue desarrollando lentamente a medida que avanzaba en dirección noroeste. El 16 de octubre alcanzó el estatus de huracán al este de la península de Yucatán, y posteriormente hizo una pequeña lazada en sentido contrario a las agujas del reloj. El 18 de octubre, el huracán empezó a intensificarse muy rápidamente, y el día siguiente llegó a su máxima intensidad estimada con vientos de 270 km/h. Poco después, golpeaba el extremo occidental de Cuba en máxima intensidad, convirtiéndose en el huracán más fuerte que se ha registrado nunca en este país. Después el huracán se debilitó mucho y golpeó el suroeste de Florida con vientos de 150 km/h en una región escasamente poblada. Mientras cruzaba el estado perdió fuerza hasta ser calificado con el estatus de tormenta tropical, y después de acelerar en dirección este-norte, fue absorbido por un frente frío el 23 de octubre al sur de las Bermudas.
A través del mar Caribe, la tormenta desarrollada registró lluvias muy fuertes y un incremento de las ráfagas de viento. Los fuertes vientos al oeste de Cuba causaron daños importantes, como la destrucción casi total de dos pequeños pueblos. Hubo alrededor de 90 víctimas mortales en Cuba, todas concentradas en la provincia de Pinar del Río. Más adelante, el huracán provocó lluvias muy fuertes al sur de Florida y causó inundaciones y daños en los cultivos. En Florida, los destrozos fueron leves y no hubo ninguna víctima mortal. 

## Historia meteorológica

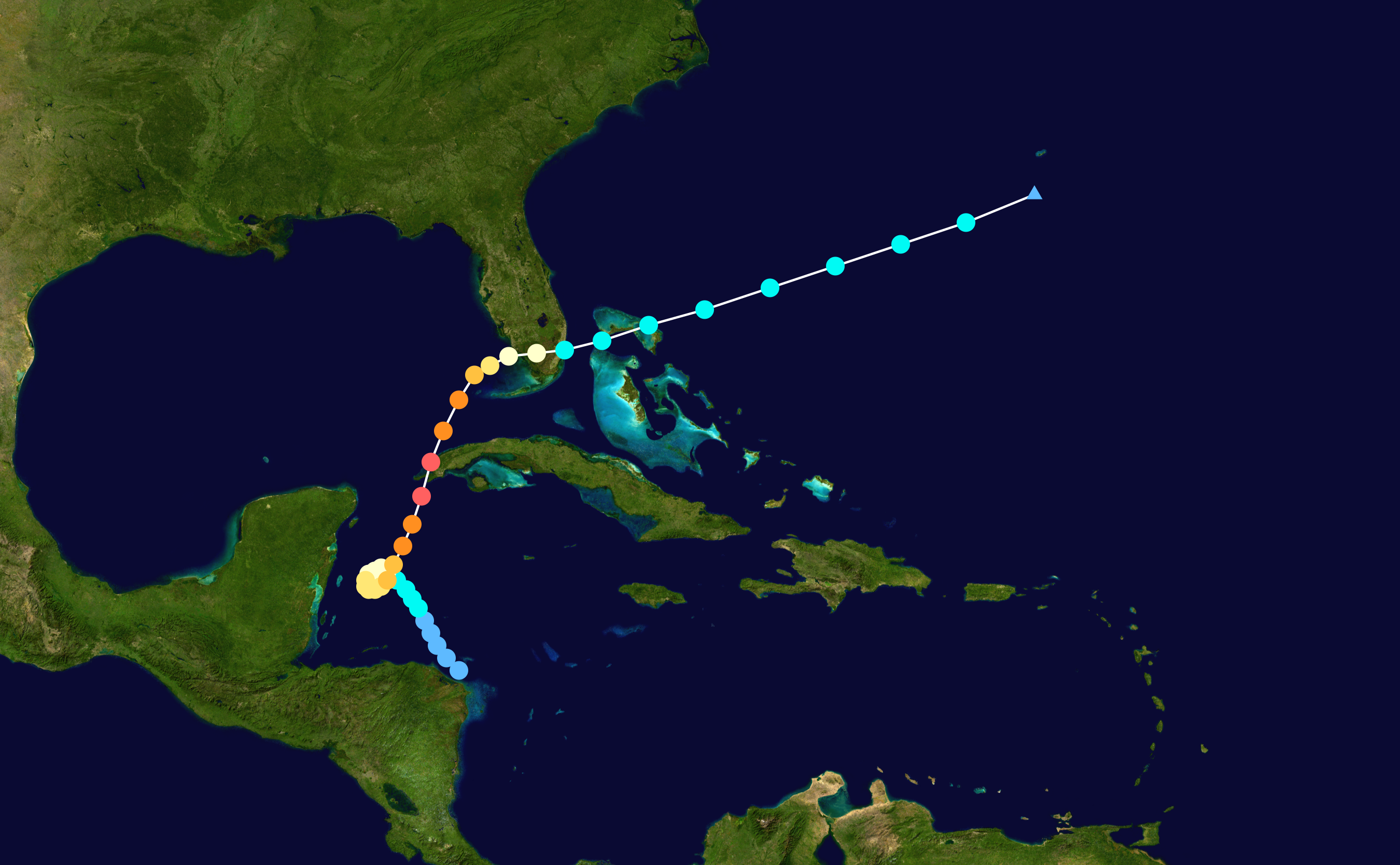
Trayectoria de la tormenta.

El 14 de octubre se observó por primera vez una depresión tropical al oeste del mar Caribe, frente a la costa este de Honduras. Era un ciclón tropical grande y débil que se trasladó lentamente en dirección noroeste y se fue intensificando gradualmente. Se estima que la depresión logró el estatus de tormenta tropical el 15 de octubre y se fue fortaleciendo más firmemente. El día siguiente, la tormenta se convirtió en un huracán a 215 km al sudeste de Cozumel, Quintana Roo, mientras empezaba una lazada en sentido antihorario en la costa este de la península de Yucatán. El 18 de octubre el huracán completó la lazada y sus vientos se intensificaron hasta los 185 km/h; vientos que equivalen a un gran huracán o huracán de categoría 3 en la escala de Saffir–Simpson. En este punto, su fuerza se estimó basándose en el análisis posterior de los registros periféricos de la presión atmosférica y de los vientos máximos sostenidos registrados por los barcos y por las estaciones terrestres.
La tarde del 18 de octubre el huracán ganó intensidad rápidamente a medida que avanzaba en dirección nordeste hacia Cuba, según evidencia un informe de un barco que cifró la velocidad del viento en 193 km/h. En un principio, se pensó que este dato había sido el pico de intensidad del ciclón, aun así, los estudios posteriores constataron las presiones muy bajas que se registraban en la región como una señal de que las condiciones se agravaban. Un barco que se encontraba en el radio de vientos máximos registró lecturas de 922 hPa; se constató que el barómetro del barco estaba mal calibrado y registraba un exceso de 5 hPa, hecho que implicaría que la presión real fue de 917 hPa. Además, una estación tierra adentro registró una presión de 932 hPa. La División de Investigación de Huracanes (Hurricane Research Division) basándose en las lecturas de viento estimó que el huracán logró una presión mínima central de 910 hPa muy cerca de la costa oeste de Cuba; también sugirió que el pico de viento fue de 270 km/h. A última hora del 19 octubre el huracán tocó tierra en la provincia de Pinar del Río, en el extremo oeste de Cuba. José Carlos Millás, el director del Observatorio Nacional de La Habana, afirmó que "este huracán fue uno de los más severos nunca experimentados en nuestras latitudes".
El huracán se debilitó considerablemente después de sobrepasar Cuba y adentrarse en el golfo de México. El 20 de octubre el ciclón pasó muy cerca del oeste de Cayo Hueso (Florida) y la madrugada del 21 de octubre el huracán se movió sobre Marco Island (Florida) con vientos de 150 km/h. El ciclón se debilitó todavía más al virar en dirección este a través del estado de Florida y se deterioró hasta el estatus de tormenta tropical a su paso por Miami. La tormenta se aceleró en dirección estenordeste y se trasladó sobre las islas Ábaco en las Bahamas. La tormenta se fue debilitando gradualmente a medida que interaccionaba con un frente frío; la noche del 23 de octubre se convirtió en un ciclón extratropical y fue absorbido por el frente poco después.

## Impacto y registros
| Pos.           | Huracán                 | Temporada | Presión min. mbar (hPa) |
| -------------- | ----------------------- | --------- | ----------------------- |
| 1              | Wilma                   | 2005      | 882                     |
| 2              | Gilbert                 | 1988      | 888                     |
| 3              | "Día del Trabajo"       | 1935      | 892                     |
| 4              | Rita                    | 2005      | 895                     |
| 5              | Allen                   | 1980      | 899                     |
| 6              | Katrina                 | 2005      | 902                     |
| 7              | Camille                 | 1969      | 905                     |
| 7              | Mitch                   | 1998      | 905                     |
| 7              | Dean                    | 2007      | 905                     |
| 9              | Maria                   | 2017      | 908                     |
| 10             | "Cuba" o "Diez" de 1924 | 1924      | 910                     |
| 10             | Iván                    | 2004      | 910                     |
| Fuente: HURDAT |                         |           |                         |

La tormenta, para ser un ciclón tropical en desarrollo, generó un incremento de las ráfagas de viento y una zona de presiones muy bajas en las islas del Cisne, frente a la costa de Honduras. Se registraron lluvias fuertes a lo largo de Jamaica que provocaron inundaciones en calles y varios desprendimentos de tierra. No se notificaron interrupciones en las comunicaciones o en las líneas de ferrocarril. La tormenta peinó el este de Belice al situarse mar adentro y se recogieron 21,9 mm de precipitación y vientos suaves.
Los destrozos por los fuertes vientos fueron muy severos en el extremo oeste de Cuba, comparables a las del impacto de un tornado. Se reportaron daños importantes en Los Arroyos y Arroyos de Mantua. En este último pueblo, alrededor de una docena de personas murieron, 50 resultaron heridas y casi todos los edificios de la población sufrieron daños graves; se sufrieron también grandes pérdidas en los cultivos de tabaco. El huracán destruyó todas las vías de comunicación en el occidente de la provincia de Pinar del Río. Más lejos del centro, La Habana registró vientos del sur de 116 km/h, así como una presión mínima de unos 999 hPa. En todo el país, el huracán hundió varios barcos, mayoritariamente barcos pesqueros. El número de víctimas mortales en todo el país se estima que ascendió hasta 90. Días después de la tormenta, el presidente cubano del momento, Alfredo Zayas y Alfonso, autorizó cerca de 30.000 $ en ayudas de emergencia destinadas a las víctimas del huracán en Pinar del Río.
Días antes de su paso por Florida, la circulación externa del ciclón empezó a producir precipitaciones en todo el estado. Se emitieron diversas alertas de tormenta a lo largo de la costa este y oeste de Florida hasta las poblaciones norteñas, a Titusville y Cedar Key, respectivamente. Posteriormente, se emitieron alertas de huracán para gran parte de la misma zona y las escuelas del área de Tampa cerraron a la espera de que la tormenta se moviera tierra adentro.
El paso del huracán por el oeste de Cayo Hueso en Florida dejó vientos sostenidos de 107 km/h con ráfagas de hasta 120 km/h. Los daños en la región fueron menores y se limitaron a algunos árboles caídos. Posiblemente se debió a los avisos hechos por el National Weather Service de los Estados Unidos, que recomendó a los barcos permanecer en puerto y a los residentes proteger sus propiedades. Más tarde, el huracán tocó tierra en una región escasamente poblada del suroeste de Florida; las comunicaciones se vieron interrumpidas temporalmente y se registraron daños en Fort Myers y Punta Gorda, aunque no hubo víctimas mortales. Las fuertes lluvias se repitieron a lo largo de la trayectoria del ciclón por Florida y en una localidad se acumularon 590 m en 24 horas; este dato estableció el nuevo récord de lluvia acumulada en un día del estado. Una estación meteorológica de Miami registró 309 mm y las ráfagas de viento a la zona fueron cercanas a la fuerza huracanada. La combinación de viento y lluvia arrasaron un 5 % del cultivo de cítricos y aguacate local. Las lluvias inundaron calles, casas y edificios comerciales en el área de Miami y centenares de personas se quedaron incomunicadas telefónicamente. En cambio, estos destrozos no se repitieron en las Bahamas.

## Reanálisis
En 2009, la Hurricane Research Division, en los reanálisis realizados de los huracanes generados entre 1921 y 1925, determinó que el huracán de Cuba de 1924 produjo vientos de hasta 270 km/h, hecho que lo convertía en un huracán de categoría 5 en la escala de huracanes de Saffir-Simpson. Este huracán se convirtió en el primer ciclón conocido que lograba la intensidad máxima de la escala; superó así al huracán de Okeechobee de 1928 que hasta aquel momento se pensaba que había sido el más antiguo. También es el único de la historia en tocar tierra en Cuba como un ciclón de categoría 5. El gran huracán de La Habana de 1846 también se pensaba que había sacudido el país con el estatus de categoría 5, aunque este ciclón se produjo antes de que se creara la base de datos de huracanes del Atlántico. El barco de vapor Toledo registró una presión atmosférica de 922 hPa de la tormenta que fue la presión más baja registrada en un huracán del Atlántico y que batía el récord anterior de 924 hPa de uno de los huracanes del Atlántico de 1853. Ostentó el récord hasta que el huracán de Cuba de 1932 registró una presión de 915 hPa. La lectura de 932 hPa al paso del huracán de 1924 por Los Arroyos (Mantua) y por la provincia de Pinar del Río se mantiene como la presión más baja registrada sobre tierra firme en Cuba.